# Anlægslov
En anlægslov er en lov, der vedtager et større offentligt anlægsprojekt, f.eks. anlæggelsen af en jernbane eller en motorvej. Loven anviser typisk projektets finansiering, ofte via statskassen, og kan også indeholde hjemmel til at foretage nødvendige ekspropriationer.
En anlægslov kan tilsidesætte anden lovgivning og herved bl.a. undtage projektet fra krav om myndighedsgodkendelser eller fjerne offentlighedens mulighed for at gøre indsigelse. Eksempelvis tillader EU's VVM-direktiv, at projekter vedtaget ved særlig lov ikke sættes i offentlig høring, idet lovgivningsprocessen anses at tjene samme formål.